# Nothobranchius albimarginatus
Nothobranchius albimarginatus – gatunek słodkowodnej ryby z rzędu karpieńcokształtnych. Występuje w Tanzanii w płytkich wodach wśród chwastów. Osiąga do 3,3 cm długości.